# Bucculatrix ingens
Bucculatrix ingens är en fjärilsart som beskrevs av Malcolm J. Scoble och Clarke H. Scholtz. Bucculatrix ingens ingår i släktet Bucculatrix och familjen kronmalar. Inga underarter finns listade i Catalogue of Life.